# Фьор
Фьор (на немски: Föhr; на севернофризийски: Feer) е остров в Северно море, част от област Северна Фризия в провинция Шлезвиг-Холщайн, една от провинциите на Федерална република Германия. Островът е популярна дестинация за туристи. Един град и 11 отделни общини са разположени на острова. Климатът е океански с умерена зима и сравнително хладно лято.
Островът е бил обитаван още през неолита. Той е бил част от континенталната територия Северна Фризия до 1362 г. Тогава крайбрежната ивица е била разрушена от сурова буря и наводнения и няколко острова са се оформили, един от които е бил Фьор. Северната част на острова се състои от блата, докато южната – от пясъчна ивица. От средновековието до 1864 г. островът е част от Датското кралство и графство Шлезвиг, но тогава бива прехвърлен към Прусия в резултат на втората шлезвижка война. Мореплаването е най-популярната търговия, но земеделието и туризмът са станали най-значимите икономически фактори към края на Епохата на плаването. До острова се стига с кола и пасажерен ферибот или по въздух.
В допълнение на немски, диалект на севернофризийския език, наречен Феринг/фьоорски, се използва на остров Фьор. Няколко писателя и поета са писали на фьоорски.

## География
Островът се намира на югоизток от остров Зюлт. Той е втори по големина германски остров в Северно море. От островите, които могат да бъдат достигнати само с кораб и по въздух (т.е. няма мост, тунел или железопътна линия, които да го свързват с континенталната част), Фьор има най-голяма площ и население.
Местна особеност е, че почти всички населени места имат имена с наставка „-ум“, което означава „дом“

## Население
Населението на остров Фьор е 8592 (към 1 декември 2010). Единственият град на острова е град Вик (Wyk), който се намира на югоизточния бряг и е популярна туристическа дестинация. В допълнение има 16 малки села на острова, които са разпределени в 11 общини. Те са част от службата Фьоор-Амрум:
1. Алкерзум (Аалкерсем)
2. Боргсум (Боригсем)
3. Дунсум (Дунсем), който включва Малък и Голям Дунсум
4. Мидлим (Мадлем)
5. Северноморски бани Нийблум (Ньиблем), заедно със седния квартал Готинг (Гуатинг)
6. Оевенум (Йоовнем)
7. Олдсум (Олсерсем), заедно с областите Тофтум (Тафтем) и Клинтум (Клантем)
8. Сюдеренде (Сьолераань)
9. Северноморски бани Утерсум (Йодерсем) заедно с областта Хедехусум (Хедехюсем)
10. Витсум (Виисем)
11. Вриксум (Враксем)

## Езици
Голяма част от населението на острова говори, в допълнение на немския, местен вариант на севернофризийския език, известен като феринг, фьооринг или фьоорски. Фьоорският се дели на два диалекта – западен фьоорски и източен фьоорски, които съответстват на източната и на западната част от острова. В източната част (Остерланд) долнонемският е по-популярен от фьоорския, особено във Вик традиционният език е стандартният немски.
По време на кампаниите по ловене на китове от 17 до 19 век, много мореплаватели са си променили рождените имена от фьоорски на нидерландски, защото е било по-практично за работата им и защото е било по-модерно у дома. Също така много нидерландски думи за били заети във фьоорския по това време и се употребяват и днес.
Има различни тълкувания относно произхода на името Фьоор и неговото първоначално име Феер. Настощите етимологични изследвания предполагат, че Фьор и Амрум имат имена свързани с морската традиция. Автор от 19 век пише, че името произлиза от стария ферибот между Фьор и Нордмарш, което е било теснина през Средновековието. Друг възможен корен е фризийското „феер“, което означава „безплодна земя“ и се свързва с островните пясъчници. До 19 век тези части са били силно подзолести.